# Ugly (chanson de Jon Bon Jovi)
Pour les articles homonymes, voir Ugly.
Singles de Jon Bon Jovi
Janie, Don't Take Your Love to Town
(1997) Bang a Drum
(1998)
Clip vidéo
[vidéo] « Jon Bon Jovi - Ugly », sur YouTube
Ugly est le dernier single de Jon Bon Jovi, sorti en 1998, issu de son deuxième album solo, Destination Anywhere. La chanson comporte un clip musical qui est notamment présent sur le DVD de Destination Anywhere: The Film.

## Charts
| Pays      | Classement |
| --------- | ---------- |
| Suisse    | 41         |
| Autriche  | 39         |
| Allemagne | 75         |

## Liste des titres
CD-Maxi Mercury 568 743-2 (PolyGram)
1. Ugly (Radio Edit) - 3:11
2. Jersey Girl (Live) - 4:10
3. Billy Get Your Guns (Live) - 5:15
4. Ugly (LP Version) - 3:31